# دنر (اورگن)
دنر (به انگلیسی: Danner) یک منطقهٔ مسکونی در ایالات متحده آمریکا است که در اورگن واقع شده‌است. دنر ۱٬۲۸۹٫۹۳ متر بالاتر از سطح دریا واقع شده‌است.